# Yersiniose
Unter der Sammelbezeichnung Yersiniose werden die durch Yersinien, d. h. Bakterien der Gattung Yersinia, verursachten Krankheitsbilder zusammengefasst, davon ausgenommen ist jedoch die von Yersinia pestis ausgelöste Pest, da sich diese von den anderen durch die Art der Infektion und auch durch das verursachte Krankheitsbild unterscheidet. Sie können weltweit bei Säugetieren und Vögeln auftreten.
Bestimmte Serotypen von Yersinia enterocolitica verursachen beim Menschen eine fieberhafte Darmentzündung (Enterocolitis oder Enteritis). Häufig treten als Spätfolgen einer solchen enteralen Yersiniose die reaktive Arthritis, die persistente Ileitis (Pseudocrohn) oder ein ausgedehntes Erythema nodosum auf. Yersinia enterocolitica kann manchmal auch eine Pyomyositis hervorrufen.
Yersinia pseudotuberculosis verursacht bei Nagetieren, Hasenartigen, Hundeartigen und Vögeln eine Erkrankung mit tuberkuloseähnlichen Symptomen. Die Infektion beim Menschen führt zu Dünndarmerkrankungen mit Befall der Lymphknoten. Vor allem Kinder und Jugendliche entwickeln, wie auch durch Yersinia enterocolitica hervorgerufen, eine mesenteriale Lymphadenitis (Morbus Maßhoff, Maßhoff-Lymphadenitis, Pseudoappendizitis).
Yersiniosen werden beim Menschen hauptsächlich durch den Verzehr von rohen oder nicht ausreichend gegarten Schweinefleischerzeugnissen bzw. durch andere mit Yersinia enterocolitica kontaminierte Lebensmittel verursacht. Eine weitere Infektionsquelle können Haustiere sein, damit zählt die Yersiniose auch zu den Zoonosen.
In Deutschland sind Darminfektionen des Menschen mit Yersinia enterocolitica meldepflichtig, wogegen andere Erkrankungen durch Yersinia enterocolitica und Infektionen mit Yersinia pseudotuberculosis nicht der Meldepflicht unterliegen. Die akuten Yersiniosen sind die dritthäufigsten der gemeldeten, bakteriell verursachten Magen-Darm-Erkrankungen in Deutschland und Europa. Im Jahr 2006 wurden in Deutschland noch 5.162 Erkrankungsfälle gemeldet, 2013 waren es 2.590 Neuerkrankungen, die Inzidenz beträgt etwa 3,2 pro 100.000 Einwohner. 2022 wurden 1.813 Infektionen verzeichnet, 2023 waren es 1.896. Besonders häufig sind Kinder bis zum Alter von drei Jahren betroffen, da deren Immunsystem noch nicht vollständig entwickelt ist. Geografisch tritt die Erkrankung vor allem in Thüringen, Sachsen und Sachsen-Anhalt auf. Der Nachweis erfolgt durch eine mikrobielle Untersuchung der Stuhlprobe.
Da die Yersiniose meist selbstlimitierend verläuft, ist eine antibiotische Behandlung in der Regel nicht notwendig. Schwere Gastroenteritiden sowie systemische Erkrankungen können mit Tetracyclinen, Chinolon-Antibiotika oder Cephalosporinen der 3. Generation behandelt werden.
Im schweizerischen Tierseuchengesetz zählt die Yersiniose zur Liste der zu überwachenden Seuchenerkrankungen.